# Проекция вектора на подпространство (ортогональная)
Проекция вектора на подпространство — вектор,  разность которого с исходным вектором лежит в ортогональном дополнении данного  евклидова подпространства.  Задача о нахождении проекции вектора на подпространство имеет широкий спектр применения в математике: в методе ортогонализации Грама ― Шмидта (к примеру, при построении ортогональных многочленов), методе наименьших квадратов,  обобщённом методе наименьших квадратов, методе сопряженных градиентов,  анализе Фурье.

## Нахождении проекции вектора на подпространство
Рассмотрим конечномерное подпространство {\displaystyle R^{\prime }} евклидова пространства  {\displaystyle R} и произвольный вектор {\displaystyle f\in R}.
Тогда  существует и единственно разложение:
{\displaystyle f=g+h}, (1)
где вектор {\displaystyle g\in R^{\prime }}, а вектор  {\displaystyle h} ортогонален подпространству {\displaystyle R^{\prime }}.
В разложении (1) вектор {\displaystyle g\in R^{\prime }} именуется проекцией вектора {\displaystyle f} на подпространство {\displaystyle R^{\prime }}, а вектор {\displaystyle h} — перпендикуляром, опущенным из конца вектора {\displaystyle f} на подпространство {\displaystyle R^{\prime }}.
{\displaystyle ^{*}}) Наличие (1) показывает, что  все  пространство {\displaystyle R} есть прямая сумма подпространства {\displaystyle R^{\prime }} и его ортогонального дополнения {\displaystyle R^{\prime \prime }}.  Пусть размерности {\displaystyle R} и  {\displaystyle R^{\prime }} соответственно  равны: {\displaystyle n} и  {\displaystyle k}, тогда размерность {\displaystyle R^{\prime \prime }} равна: {\displaystyle n-k}
Пусть в подпространстве {\displaystyle R^{\prime }} дан базис {\displaystyle \{b\}} {\displaystyle =} {\displaystyle \{b_{1},b_{2},\dots ,b_{k}\}}.
Найдем вектор {\displaystyle g\in R^{\prime }}.
Разложим искомый вектор {\displaystyle g}  по базису {\displaystyle \{b_{1},b_{2},\dots ,b_{k}\}}:
{\displaystyle g=a_{1}b_{1}+a_{2}b_{2}+\dots +a_{k}b_{k},}
где {\displaystyle a_{i}} — коэффициенты, где {\displaystyle i=1,\ldots ,k}
Найдем {\displaystyle a_{i}}
Согласно Лемме, подчиним вектор {\displaystyle h} условию ортогональности векторам {\displaystyle \{b_{1},b_{2},\dots ,b_{k}\}}.
Получим систему уравнений:
{\displaystyle {\begin{cases}(h_{,}b_{1})=0\\(h_{,}b_{2})=0\\\dots \\(h_{,}b_{k})=0\\\end{cases}}}
где
{\displaystyle (h,b_{i})} — скалярное произведение,  где {\displaystyle i=1,\ldots ,k}
{\displaystyle h=f-g}, имеем: 
{\displaystyle {\begin{cases}(f-g,b_{1})=0\\(f-g,b_{2})=0\\\dots \\(f-g,b_{k})=0\\\end{cases}}}
Учитывая, что {\displaystyle g=a_{1}b_{1}+a_{2}b_{2}+\dots +a_{k}b_{k},} имеем:
{\displaystyle {\begin{cases}(f-(a_{1}b_{1}+a_{2}b_{2}+\dots +a_{k}b_{k}),b_{1})=0\\(f-(a_{1}b_{1}+a_{2}b_{2}+\dots +a_{k}b_{k}),b_{2})=0\\\dots \\(f-(a_{1}b_{1}+a_{2}b_{2}+\dots +a_{k}b_{k}),b_{k})=0\\\end{cases}}}
Получим систему линейных алгебраических уравнений :
{\displaystyle {\begin{cases}a_{1}(b_{1},b_{1})+a_{2}(b_{2},b_{1})+\dots +a_{k}(b_{k},b_{1})=(f,b_{1})\\a_{1}(b_{1},b_{2})+a_{2}(b_{2},b_{2})+\dots +a_{k}(b_{k},b_{2})=(f,b_{2})\\\dots \\a_{1}(b_{1},b_{k})+a_{2}(b_{2},b_{k})+\dots +a_{k}(b_{k},b_{k})=(f,b_{k})\\\end{cases}}}
Разрешая систему, к примеру,  по  методу Гаусса, получим выражения для искомых коэффициентов {\displaystyle a_{i}}, где {\displaystyle i=1,\ldots ,k}

## Решение несовместных систем линейных уравнений
Дана система линейных алгебраических уравнений :
{\displaystyle {\begin{cases}a_{11}x_{1}+a_{12}x_{2}+\dots +a_{1n}x_{n}=b_{1}\\a_{21}x_{1}+a_{22}x_{2}+\dots +a_{2n}x_{n}=b_{2}\\\dots \\a_{m1}x_{1}+a_{m2}x_{2}+\dots +a_{mn}x_{n}=b_{m}\\\end{cases}}}
Систему уравнений  представим в матричной форме :
{\displaystyle {\begin{pmatrix}a_{11}\\a_{21}\\\vdots \\a_{m1}\end{pmatrix}}x_{1}+{\begin{pmatrix}a_{12}\\a_{22}\\\vdots \\a_{m2}\end{pmatrix}}x_{2}+\dots +{\begin{pmatrix}a_{1n}\\a_{2n}\\\vdots \\a_{mn}\end{pmatrix}}x_{n}={\begin{pmatrix}b_{1}\\b_{2}\\\vdots \\b_{m}\end{pmatrix}}}
Получим линейную комбинацию вектор-столбцов: {\displaystyle A_{1}x_{1}+A_{2}x_{2}+\dots +A_{n}x_{n}=B} , где  {\displaystyle x_{i}} — неизвестные (коэффициенты), где {\displaystyle i=1,\ldots ,n}
Пусть {\displaystyle m>n}. Число уравнений в системе больше числа неизвестных. Система несовместна. Не существуют {\displaystyle x_{i}}: {\displaystyle A_{1}x_{1}+A_{2}x_{2}+\dots +A_{n}x_{n}=B}.
Неизвестные {\displaystyle x_{i}}  определим из условия ортогональности  вектора невязки {\displaystyle H} {\displaystyle =} {\displaystyle B-(A_{1}x_{1}+A_{2}x_{2}+\dots +A_{n}x_{n})}  вектор-столбцам {\displaystyle A_{1},A_{2},...,A_{n}}  подпространства {\displaystyle L} —  совокупности всех линейных комбинаций {\displaystyle A_{i}}, где вектор-столбец {\displaystyle B\notin L}. 
Разложение  {\displaystyle B=(A_{1}x_{1}+A_{2}x_{2}+\dots +A_{n}x_{n})+H} существует и единственно.  Вектор {\displaystyle (A_{1}x_{1}+A_{2}x_{2}+\dots +A_{n}x_{n})}  — проекция вектора {\displaystyle B} на подпространство  {\displaystyle L}.
Найденные неизвестные  {\displaystyle x_{i}}   будут доставлять минимум {\displaystyle \|H\|^{2}}{\displaystyle =} {\displaystyle (B-(A_{1}x_{1}+A_{2}x_{2}+\dots +A_{n}x_{n}))^{T}}{\displaystyle (B-(A_{1}x_{1}+A_{2}x_{2}+\dots +A_{n}x_{n}))}.
Подчиним вектор невязки {\displaystyle H} {\displaystyle =} {\displaystyle B-(A_{1}x_{1}+A_{2}x_{2}+\dots +A_{n}x_{n})} условию ортогональности подпространству {\displaystyle L}.
Согласно Лемме, имеем:
{\displaystyle {\begin{cases}(H_{,}A_{1})=0\\(H_{,}A_{2})=0\\\dots \\(H_{,}A_{n})=0\\\end{cases}}}
где
{\displaystyle (H,A_{i})} — скалярное произведение,  где {\displaystyle i=1,\ldots ,n}
{\displaystyle H} {\displaystyle =} {\displaystyle B-(A_{1}x_{1}+A_{2}x_{2}+\dots +A_{n}x_{n})},  имеем :
{\displaystyle {\begin{cases}(B-(A_{1}x_{1}+A_{2}x_{2}+\dots +A_{n}x_{n})),A_{1})=0\\(B-(A_{1}x_{1}+A_{2}x_{2}+\dots +A_{n}x_{n})),A_{2})=0\\\dots \\(B-(A_{1}x_{1}+A_{2}x_{2}+\dots +A_{n}x_{n})),A_{n})=0\\\end{cases}}}
Следуя аксиомам скалярного произведения, получим систему линейных алгебраических уравнений (согласно — систему нормальных уравнений):
{\displaystyle {\begin{cases}(A_{1},A_{1})x_{1}+(A_{2},A_{1})x_{2}+\dots +(A_{n},A_{1})x_{n}=(B,A_{1})\\(A_{1},A_{2})x_{1}+(A_{2},A_{2})x_{2}+\dots +(A_{n},A_{2})x_{n}=(B,A_{2})\\\dots \\(A_{1},A_{n})x_{1}+(A_{2},A_{n})x_{2}+\dots +(A_{n},A_{n})x_{n}=(B,A_{n})\\\end{cases}}}
Разрешая систему, к примеру, по методу Гаусса, получим {\displaystyle x_{i}} — коэффициенты и вектор проекции {\displaystyle (A_{1}x_{1}+A_{2}x_{2}+\dots +A_{n}x_{n})}, который доставляет минимум {\displaystyle \|H\|^{2}}.
{\displaystyle ^{*}}) Пусть {\displaystyle \quad A={\begin{pmatrix}A_{1},A_{2},...,A_{n}\end{pmatrix}},\quad x={\begin{pmatrix}x_{1}\\x_{2}\\\vdots \\x_{n}\\\end{pmatrix}}}. 
Тогда выражение для вектора {\displaystyle p} {\displaystyle =} {\displaystyle (A_{1}x_{1}+A_{2}x_{2}+...+A_{n}x_{n})} (проекция вектора {\displaystyle B} на подпространство {\displaystyle L}) примет вид :
{\displaystyle p} {\displaystyle =} {\displaystyle A}{\displaystyle x}{\displaystyle (2)}. Cоответственно система нормальных уравнений примет вид: {\displaystyle A^{T}Ax=A^{T}B}, откуда {\displaystyle x=(A^{T}A)^{-1}A^{T}B} {\displaystyle (3)}. Подставляя {\displaystyle (3)} в {\displaystyle (2)}, получим {\displaystyle p=A(A^{T}A)^{-1}A^{T}B}, где согласно матрица {\displaystyle P=A(A^{T}A)^{-1}A^{T}} называется матрицей проектирования.

## Литературв
- Шилов Г.Е. Математический анализ (конечномерные линейные пространства). — Москва: Наука, 1969. — 432 с.
- Стрэнг Г. Линейная алгебра и её применение. — Москва: Мир, 1980. — 454 с.
- А. Альберт. Регрессия, псевдоинверсия и рекуррентное оценивание. — Москва: Наука, 1977. — 224 с.